# Nicolás María de Guzmán y Caraffa
Nicolás María de Guzmán y Carafa (Nápoles, antes del 23 de abril de 1637 - Madrid, 7 de enero de 1689), III duque de Medina de la Torres desde diciembre de 1668 hasta 1683, III marqués de Toral desde 1668 hasta su muerte, VIII príncipe de Stigliano desde octubre de 1644, además de caballero de la Orden del Toisón de Oro desde el 22 de septiembre de 1649 (cuando esa misma tarde recibió en Madrid, de manos del rey, el Collar). También desempeñó los cargos de administrador de la encomienda de Caravaca en la Orden de Santiago, tesorero general de la Corona de Aragón en 1670, alcaide del Palacio del Buen Retiro, ministro del Consejo de Estado desde el 30 de septiembre de 1674 y gentilhombre de Cámara de Felipe IV desde el 24 de diciembre del mismo año.

## Biografía familiar
Sus padres fueron Ramiro Núñez de Guzmán, virrey de Nápoles y de quien él heredó sus títulos, y Anna Carafa de Stigliano Gonzaga, princesa de Stigliano, Grande de España y heredera de la duquesa soberana de Sabbioneta.
Casó en Madrid (Santos Justo y Pastor) el 21 de octubre de 1657 con María de Toledo y Velasco (1651-1710), hija de Antonio de Toledo Beaumont, VII duque de Alba de Tormes y VIII conde de Lerín, y de Mariana de Velasco Tovar. Murió sin sucesión el 7 de enero de 1689, en Madrid.
| Predecesor: Anna Carafa della Stadera | Príncipe de Stigliano 1644 -1689        | Sucesor: Sin sucesor (Se convierte en título del rey de Nápoes hasta 1796 que lo recibe Andrea Colonna) |
| Predecesor: Ramiro Núñez de Guzmán    | Marqués de Toral 1668-1689              | Sucesor: María Ana Sinforosa Núñez de Guzmán y Vélez de Guevara                                         |
| Predecesor: Ramiro Núñez de Guzmán    | Duque de Medina de las Torres 1668-1689 | Sucesor: Mariana Sinforosa de Guzmán y Guevara                                                          |